# Lippe (Waltrop)
Lippe ist eine von sieben Bauerschaften der Stadt Waltrop im Kreis Recklinghausen. Lippe liegt nördlich der Kernstadt, angrenzend an der Stadt Datteln (Nordwesten), Selm (Norden) und Lünen (Nordosten). Westlich liegt die Waltroper Bauerschaft Holthausen und südöstlich die Bauerschaften Elmenhorst und Brockenscheidt. Der Waltroper Ortsteil unterteilt sich selber in Unterlippe (Nordosten) und Oberlippe (Südwesten).

## Bevölkerung
Am 31. Januar 2014 wurden 844 Einwohner in Lippe und Holthausen zusammen gezählt.

## Geschichte
1894 wurden die Rieselfelder der Stadt Dortmund angelegt.
Der Schacht III der Zeche Waltrop wurde im Jahr 1956 im Ortsteil Lippe an der Unterlipper Straße abgeteuft. Er diente als Material- und Seilfahrtsschacht. 1979 wurde die Zeche geschlossen.

## Gewässer
Der Fluss Lippe fließt durch den Ortsteil und bildet gleichzeitig nördlich die Grenze zum Selmer Stadtteil Bork. Außerdem fließt der Datteln-Hamm-Kanal durch Lippe.

## Verkehr
Die Bahnstrecke Oberhausen-Osterfeld–Hamm durchquert diese Bauerschaft. Der Personenverkehr ist hier jedoch aktuell ausgesetzt.

## Polizistenmorde von Dortmund und Waltrop
Am 14. Juni 2000 erschoss der 31-Jährige Neonazi Michael Berger zwei Polizisten an der Kreuzung Borker Straße / Unterlipper Straße / Oberlipper Straße. Vorher erschoss er bereits einen Polizisten in Dortmund. Diese Tat ging unter dem Namen Polizistenmorde von Dortmund und Waltrop in die Geschichte ein.